# Radotruncana
Radotruncana es un género de foraminífero planctónico de la subfamilia Globotruncaninae, de la familia Globotruncanidae, de la superfamilia Globotruncanoidea, del suborden Globigerinina y del orden Globigerinida. Su especie tipo es Globotruncana calcarata. Su rango cronoestratigráfico abarca el Campaniense superior (Cretácico superior).

## Descripción
Radotruncana incluía especies con conchas trocoespiraladas, de forma planoconvexa estrellada con el lado espiral plano o ligeramente cóncavo; sus cámaras eran inicialmente subglobulares, y finalmente romboidales alargadas radialmente, de forma trapezoidal en el lado espiral, con tubuloespinas en el lado posterior de cada cámara; las tubuloespinas disminuyen ligeramente en tamaño con el crecimiento; sus suturas intercamerales eran rectas y ligeramente incididas en el lado umbilical, y curvadas, elevadas y nodulosas en el lado espiral (carena circumcameral); su contorno era redondeado a subpoligonal, y muy lobulado a estrellado (por sus tubuloespinas); su periferia era subaguda, monocarenada, con carena nodulosa poco desarrollada; su ombligo era muy amplio, ocupando a veces la mitad del diámetro de la concha; su abertura principal era interiomarginal, umbilical, protegida por un sistema de pórticos, que podían coalescer para formar una pseudotegilla que cubría la mayor parte del ombligo; presentaban pared calcítica hialina, macroperforada, con la superficie fuertemente postulada, o incluso costulada, ya que las pústulas pueden fusionarse en costillas alineadas meridionalmente.

## Discusión
Radotruncana fue propuesto como un subgénero de Plummerita, es decir, Plummerita (Radotruncana). Algunos autores han considerado Radotruncana un sinónimo subjetivo posterior de Globotruncanita, aunque otros lo aceptan como válido. Clasificaciones posteriores han incluido Radotruncana en la superfamilia Globigerinoidea. Otras clasificaciones lo han incluido en la subfamilia Reissinae.

## Paleoecología
Radotruncana incluía especies con un modo de vida planctónico, de distribución latitudinal cosmopolita, y habitantes pelágicos de aguas intermedias a profundas (medio mesopelágico a batipelágico superior).

## Clasificación
Radotruncana incluía a la siguiente especie:
- Radotruncana calcarata †